# InnoGames
InnoGames GmbH est une société allemande de jeux vidéo spécialisée dans les jeux par navigateur et les jeux mobiles, fondée par Hendrik Klindworth, Eike Klindworth et Michael Zillmer officiellement en 2007, mais en activité à partir de 2003 avec leur jeu par navigateur Tribal Wars. Leurs jeux majeurs sont Tribal Wars, Grepolis, Forge of Empires.

## La société
InnoGames débute dans le développement de jeux par navigateur Web avec leur jeu Tribal Wars, l'entreprise InnoGames GmbH est officiellement créée en 2007. InnoGames revendique plus de 350 employés originaire de 30 nations basé au siège social de Hambourg et plus de 150 millions de joueurs inscrits.
InnoGames Korea Ltd est une société qui a été créée en 2010 en Corée du Sud qui est détenu à 100 % par InnoGames GmbH pour soutenir le développement de ses jeux.
InnoGames a deux bureaux, un situé à Hambourg l'InnoHub (qui est un bâtiment de bureaux pour les start-up et les entrepreneurs) et un "nouveau" situé à Düsseldorf, spécialisé pour la branche jeu mobile de la société, où travaillent une vingtaine de personnes. Il semblerait qu'il y ait un bureau à Sao Paulo .

## Histoire
L'entreprise est créée par 3 personnes : Eike Klindworth, Hendrick Klindworth et Michael Zillmer. Le développement de leur 1er jeu Tribal Wars est un hobbie. En 2005 avec près de 50 000 joueurs ils y consacrent tout leur temps et ce n'est qu'en 2007 qu'ils créent la société InnoGames. 
En 2010, pour se développer sur le marché asiatique ils créent la société InnoGames Korea ltd et un bureau au Brésil (à Sao Paulo) pour le marché sud-américain.
En 2015, l'entreprise crée un bureau à Düsseldorf voué au développement des jeux sur mobile et tablettes.

## Stratégie économique
Les jeux d'InnoGames sont des Free-to-play avec une boutique d'achat suivant un modèle dit Freemium. En effet, l'accès aux jeux est gratuit : il est possible de jouer indéfiniment gratuitement, mais chaque jeu dispose d'options payantes conférant des avantages importants (progression plus rapide dans le jeu, obtention immédiate d'équipements puissants et rares, capacités accrues…).
Leurs jeux sont localisés (traduits) dans plus de 20 langues.

## Jeux
- Tribal Wars : Ayant pour nom français Guerre Tribale, il a été fondé par les frères Eike et Hendrik Klindworth et Zillmer. Tribal Wars a été lancée en juin 2003[6],  il est le premier jeu à être sortie par la société InnoGames, c'est un jeu de Gestion dans un univers médiéval où le joueur est placé à la tête d'une Tribu qu'il doit développer sur le plan économique et militaire pour capturer d'autres villages. Les joueurs ont la possibilité de fonder des Alliances pour s'associer avec d'autres joueurs. Le jeu a subitement fermé de très nombreux serveurs. Il en reste actuellement 13 (du monde 70 à 80, et 3 autres (Casual World, Speed World, High Performance)[7]. IOS & Google Play.

- The West : C'est le deuxième jeu à être sortie par InnoGames, c'est un Tribal Wars transposé dans l'univers de l'ouest américain. Son moteur graphique est le même que celui utilisé par Tribal Wars. Jeu par navigateur.

- Grepolis : Lancé en décembre 2009, Grepolis est le troisième jeu de la société à être disponible sur le marché[6]. C'est un jeu de stratégie dans l'univers de la Grèce antique. Le joueur incarne un souverain qui doit rendre des batailles pour piller et capturer d'autres cités et ainsi étendre son influence à travers le monde . Chaque serveur de Grepolis est représenté par un monde englouti sous l'eau avec une multitude d'îles réparties dans les 100 mers; le joueur a la possibilité de s'allier avec d'autres pour forger des alliances, lesquelles peuvent passer des pactes pour se soutenir sans pour autant se combiner. Le joueur a le choix entre 6 divinités principales (Zeus, Poséidon, Héra, Athéna, Hadès, Artémis et Aphrodite). Chaque divinité a ses particularités en ce qui concerne les sorts ou les unités mythiques. IOS & Google Play[8]

- Forge of Empires : Jeu par navigateur où le joueur gère une collectivité humaine depuis l’Âge de pierre (village), jusqu’à l’Ère Futuriste . IOS & Google Play[8].

- Tribal Wars 2 : Est la nouvelle version de Tribal Wars. IOS & Google Play[8].

- Elvenar : Ce jeu s'inscrit dans un univers fantasy, où le joueur choisi d'incarner des elfes ou des humains.L'objectif est de développer sa ville tout en explorant les alentours de son village. Il présente de nombreuses similitudes avec Forge of Empires, le PvP en moins, et est parfois rabaissé comme une version pacifique de FoE.

- Rising Generals : Le joueur incarne un chef militaire qui doit développer sa base militaire pour conquérir de nouveaux territoires. IOS & Google Play[8].

- Rising Bounty Hounds Online (BHO) : Ce jeu a été distribué par InnoGames en version Boîte pour le compte de Headup Games, la version boîte est appelé « Bounty Hounds Online Pro ».

InnoGames a aussi aidé aux développement de jeux comme Kartuga.

## Game jams
La société organise des "game jam", qui sont des événements où des développeurs se réunissent et doivent en un temps imparti (de 24 à 72 heures généralement) créer un jeu vidéo. L'édition de 2014 était la 7e. Cet événement se déroule à Hambourg.